# Plošča Franciška Bahuševiča (metropolitana di Minsk)
La stazione Plošča Franciška Bahuševiča (Плошча Францішка Багушэвіча; in russo Площадь Франтишка Богушевича?, Ploščad' Františka Boguševiča) è una stazione della metropolitana di Minsk, posta sulla linea Zielienalužskaja.